# بخش دیویس، شهرستان کیتسون، مینه سوتا
بخش دیویس (به انگلیسی: Davis Township) یک منطقهٔ مسکونی در ایالات متحده آمریکا است که در شهرستان کیتسان، مینه‌سوتا واقع شده‌است.
 بخش دیویس ۹۱٫۵ کیلومتر مربع مساحت و ۴۸ نفر جمعیت دارد و ۲۵۸ متر بالاتر از سطح دریا واقع شده‌است.